# Leslie Cartaya
Pour les articles homonymes, voir Cartaya (homonymie).
Leslie Cartaya est une chanteuse cubaine de salsa et de bolero cubano née à San Nicolás de Bari à Cuba et établie à Miami aux États-Unis.

## Enfance et formation
Leslie Cartaya est née à San Nicolás de Bari, une petite ville située près de La Havane à Cuba,.
Leslie découvre la musique traditionnelle cubaine et brésilienne avec ses cousins (dont Pepin Rivero), qui lui apprennent des comptines et l'accompagnent à la guitare pendant qu'elle chante,.
Elle apprend à jouer du piano avec le seul professeur du village à l'époque, puis étudie à l'École nationale des arts de Cuba, où elle obtient un diplôme dans le domaine de la direction de chœur.
Plus tard, elle déménage et décide de s'installer à Miami, aux États-Unis.

## Carrière
Leslie Cartaya quitte son pays natal à 19 ans pour aller aux États-Unis et commence à travailler avec son cousin Jose "Pepin" Rivero, avec qui il forme un duo qui durera plusieurs années, se produisant dans de petites salles.
En 2003, Leslie Cartaya intègre le groupe de salsa PALO! fondé par le producteur, auteur, compositeur et arrangeur Steve Roitstein,,.
En 2010, Cartaya crée le label indépendant No Pares Entertainment avec Raymer Olalde, un des percussionnistes de PALO!. 
En 2010, le premier album de PALO!, This is Afrocuban Funk, reçoit de nombreuses louanges. Le groupe est élu meilleur groupe par les lecteurs du Miami New Times en 2012 et Best Latin Band en 2014. Le second album, PALO! Live, vaut au groupe une nomination au Latin Grammy Award for Best Contemporary Tropical Album en 2014 et une nomination au Grammy Award for Best Tropical Latin Album en 2015, ainsi qu'un Sun Coast Emmy pour avoir fait partie de la bande originale du documentaire Miami Boheme,.
En 2012, Leslie Cartaya se lance dans une carrière solo avec son premier disque, No Pares,. Avec cet album, dont elle a composé 18 chansons sur 19, elle accède à la cinquième place du classement Miami Latin du site Reverbnation et est nommée pour le Latin Grammy 2013 en tant que meilleure nouvelle artiste,,. Cet album, auquel collaborent Raymer Olalde et Philbert Armenteros (percussionnistes de PALO!), la met en valeur dans une série de styles musicaux différents du style de PALO! : cela va du Charanga rock à la rumba guaguancó, en passant par la salsa, le son cubano et le bolero cubano.
À cette époque, Leslie Cartaya établit une relation amoureuse avec Raymer Olalde, un des percussionnistes de PALO!.
En 2015, elle sort son deuxième album solo intitulé Llevame Contigo qui présente également d'autres artistes tels que Latin Fresh et Descemer Bueno,,. Dans cette nouvelle production, dont elle signe tous les titres sauf deux, Leslie Cartaya conserve la même variété de rythmes que dans No Pares mais elle y ajoute de nouveaux sons. Pour Omar Walker du site SalsaPower, « cet enregistrement est un exemple du son qui domine la scène musicale de Miami et il se caractérise par sa diversité, sa créativité et son originalité ». Et Walker souligne que cet album montre que PALO! est une famille, puisque des membres du groupe font partie de cet enregistrement (Raymer Olalde et Philbert Armenteros).
En marge de sa carrière musicale, Leslie est également active en télévision, où elle participe à l'émission Don Francisco Te Invita, une émission hebdomadaire diffusée sur la chaîne de télévision américaine en langue espagnole Telemundo.

## Discographie

### Avec PALO!
- 2010 : This is Afrocuban Funk (Rolling Pin Music RP 5741)
- 2014 : PALO! Live (Rolling Pin Music RP1956 )
- 2016 : Yo Quiero Guarachar

### En solo
- 2012 : No Pares (No Pares Entertainment)
- 2015 : Llevame Contigo (No Pares Entertainment)